# Хайдар ибн Кавус

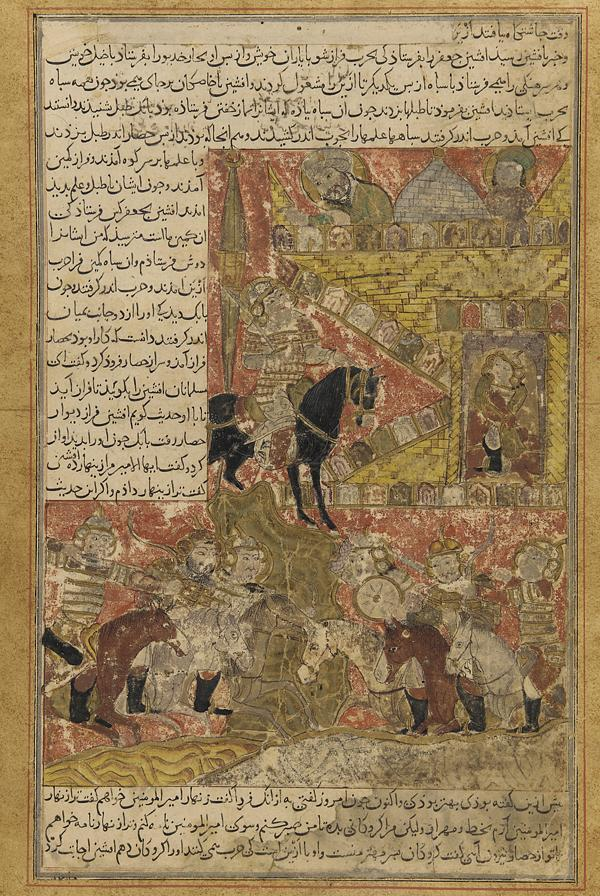
Бабек встречается с Афшином Хайдаром, генералом халифа аль-Мутасима

Хайда́р ибн Ка́вус аль-Афши́н (араб. الأفشين بن كاوس حيدر‎‎; перс. خِیذَر اِبنِ کاووس‎‎ Kheyzar ebn-e Kāvus; тадж. Ҳайда́р ибни Ковус ал-Афши́н) — верховный главнокомандующий исламского халифата согдийского (иранского) происхождения при дворе халифов Аббасидов и вассальный князь Уструшаны. В арабских источниках более известен под псевдонимом «аль-Афшин». Участвовал в военных кампаниях халифа аль-Мутасима. Наиболее известен подавлением восстания Бабека (836—837) и победой над византийским императором Феофилом в битве при Анзене (838).

## Имя и происхождение
Хайдар ибн Кавус был сыном и наследником Кавуса, правителя Уструшаны в Согде, сменил отца на троне около 830 года. В арабских источниках он более известен под псевдонимом аль-Афшин — это арабизированный вариант титула правителей Уструшаны (среднеперсидское «пишин», от авестийского имени Писина). Прадед Хайдара носил тюркское имя Карабугра, что в переводе с тюркского значает черный или большой верблюд.
Во время первого арабского вторжения в Мавераннахр при Кутайбе ибн Муслиме, Уструшана была населена иранскими народами, которыми правили их собственные князья, носившие традиционный титул Афшин.
Минорский предполагает, что титул Афшин был согдийского происхождения.
Было заявлено, что аль-Афшин был согдийского происхождения (восточноиранский народ).

## Ранние годы
В 822 году халиф аль-Мамун организовал поход на Уструшану, который возглавил полководец Ахмад ибн Абу Халид аль-Ахвал. Успеху арабского войска способствовали внутренние смуты между сыновьями афшина Кавуса, один из которых — Хайдар — оказал помощь арабам. Его брат и соперник Фадль вынужден был бежать в степи к своим тюркским союзникам. Кавус признал себя вассалом Халифа и принял ислам. Хайдар наследовал Кавусу на престоле Уструшаны около 830 года, но фактически не управлял страной, а находился в распоряжении багдадских халифов, будучи наместником в различных провинциях и командуя войсками.
В 831—833 годах Афшин подавил последнее башмурское восстание коптов-христиан в Египте.

## Афшин и Бабек
После смерти халифа аль-Мамуна к власти пришёл его брат аль-Мутасим, который в 835 году назначил Хайдара аль-Афшина наместником Азербайджана, поручив ему подавление восстания хуррамитов под руководством Бабека. Весной 836 года аль-Афшин во главе войска вступил в Азербайджан. Наученный сражением при Хамадане, Бабек не решился вступить в открытый бой и укрепился в крепости Базз, довольствуясь редкими вылазками. Афшин также не надеялся на успешный штурм крепости, лишь блокировав её в надежде каким-либо образом выманить Бабека из крепости.
В конце зимы халиф прислал в помощь Афшину корпус из 9 тысяч тюркских воинов. В то же время, положение Бабека сильно ухудшилось. Поход византийского императора Феофила, союзника Бабека, окончился безрезультатно. После прихода подкрепления аль-Афшин начал штурм крепости. Желая выиграть время, Бабек начал с ним переговоры, прося «аман» — помилования, причём требуя письменного подтверждения от самого халифа. Афшин дал согласие и послал гонцов в столицу. Тем временем, Бабек, переодетый купцом, бежал из крепости в сторону Аррана.
Узнав о бегстве Бабека, Афшин 26 августа 837 года вступил в крепость и приказал разрушить её до основания.

## Аморийская кампания

Византийско-арабская война 837—838 годов (путь армии Афшина до соединения с основными силами Халифата обозначен светло-зелёными стрелками).

Весной 838 года халиф аль-Мутасим возглавил поход против Византии. Афшин командовал северной армией, которая должна была вторгнуться из Мелитены в фему Армениак и далее идти к Анкире и Аморию на соединение с основным войском халифа.
В середине июня Афшин пересёк хребет Антитавр и расположил свою армию в Дазимоне. Феофил, получив данные об этих передвижениях, оставил небольшой отряд против основной армии халифа и выдвинулся на восток против Афшина, войско которого угрожало блокировать линии снабжения византийцев. 21 июля императорское войско расположилось на холме Анзен к югу от Дазимона.

Утром следующего дня (22 июля 838 года) византийского войско выступило против армии Афшина. Поначалу им сопутствовал успех — им удалось опрокинуть одно из крыльев арабской армии, которая потеряла 3000 человек убитыми. Около полудня Феофил решил усилить другое крыло, а также решил возглавить войско в бою. В это время Афшин выпустил своих тюркских лучников в контратаку, в ходе которой византийское подкрепление во главе с императором было окружено. Византийские войска, обнаружив отсутствие императора, предположили о его гибели и начали колебаться. Часть отрядов направилась в Константинополь, распространяя слухи о смерти императора; другая часть войск отступила к местечку Хилиокомон.

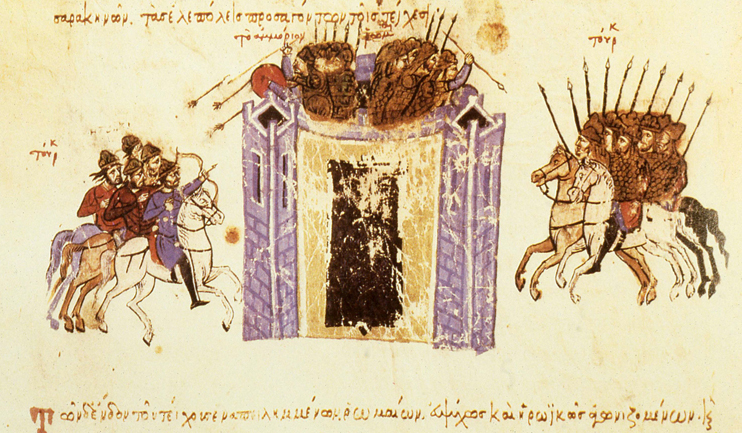
Средневековая миниатюра с изображением города с высокими стенами, на который напали с двух сторон кавалерией, и солдаты защищают его вверху стен. Миниатюра из рукописи «Мадридского Скилицы» — манускрипта, изображающей арабскую осаду Амория

Феофил оказался окружённым на холме Анзен вместе с 2000 византийских воинов и курдским контингентом. Начавшийся неожиданно дождь ослабил тетиву конных лучников, сделав их оружие бесполезным. Афшин приказал доставить катапульты. Офицеры Феофила, опасавшиеся предательства со стороны курдов, уговорили его покинуть поле сражения. Феофилу удалось, несмотря на множество раненых, прорваться через укрепления противника и с небольшим сопровождением добраться до Хилиокомона.
После битвы при Анзене император удалился в Дорилей, отправившись вскоре оттуда в столицу. Войска Афшина соединились с основными силами халифа у брошенной на произвол судьбы Анкире, которая была взята и разграблена арабским войском 27 июля. После этого объединённые силы Халифата осадили Аморий, который был взят после двухмесячной осады, после чего арабское войско отошло на территорию Халифата.

## Семья
В 839 году сын Хайдар ибн Кавуса женился на Утрандже - дочери тюркского полководца Абу Джафар Ашинаса. В 840 году они оба были арестованы по делу аль-Афшина.

## Дальнейшая судьба
После похода Хайдар аль-Афшин получил от халифа вознаграждение в размере двух миллионов дирхемов. Но возвышение Афшина сильно обеспокоило визиря Абу-Джафара ибн аз-Зайята и верховного кади Ахмада ибн Абу Дуада, которые обвинили его в тайных связях с Бабеком, утайке части военной добычи, сепаратизме и идолопоклонстве. Афшин был приговорён к смерти, но его не казнили из-за его большой популярности в народе и армии. Он был заключён в тюрьму в Самарре, где умер в шабане (мае-июне) 841 года.
«Разве я не сообщил вам [то есть тем, кто свидетельствовал против него] мои внутренние секреты и не рассказал вам о концепции персидского национального самосознания (аль-аджамийя) и моих симпатиях к нему и его представителям?»
Как сообщает ат-Табари, в ходе судебного процесса над Афшином в 840 году, он был обвинен в пропаганде иранских этнонациональных настроений. Сам, Афшин признал существование иранского национального самосознания (аль аджамийа) и его симпатии к нему.
По мнению части историков, аль-Афшин выдавал себя за мусульманина и выслуживался перед Халифом для того, чтобы захватить власть в среднеазиатских владениях халифата; по мнению других, видный военачальник стал одним жертвой заговорщиков, оклеветавших его перед халифом.
Уструшана была передана в управление представителю рода Саманидов Яхье ибн Асаду, которому в 855 году наследовал его сын Якуб. В 893 году Уструшана как отдельное владение была ликвидирована Саманидами и включена в состав их государства.